# Bolivaritettix chinensis
Bolivaritettix chinensis är en insektsart som först beskrevs av Hancock, J.L. 1912.  Bolivaritettix chinensis ingår i släktet Bolivaritettix och familjen torngräshoppor. Inga underarter finns listade i Catalogue of Life.